# Língua ávara
O ávaro (em ávaro: магӀарул мацӀ; "língua das montanhas" ou авар мацӏ; "língua ávara"), também chamado abar ou ábar, é uma língua da família das línguas caucasianas do nordeste, falada por aproximadamente 800 mil pessoas (em 2010), sobretudo no Daguestão (Federação Russa), Azerbaijão, Cazaquistão, Geórgia e Turquia.

## Geografia
O ávaro é falado nas áreas meridionais e ocidentais da República do Daguestão e no noroeste do Azerbaijão, nos raions de Balakan e Zaqatala. Há também ávaros do Cáucaso em outras regiões da Federação Russa, em pequenas comunidades, na Chechênia e na Calmúquia. Encontram-se também falantes do ávaro na Geórgia, no Cazaquistão, na Ucrânia, na Jordânia e em algumas áreas da Turquia (mar de Mármara). Assim, o número de falantes pode chegar a 1,4 milhões em todo o mundo.[carece de fontes?]
Trata-se de uma das seis línguas literárias do Daguestão, onde não apenas é falada pelos ávaros étnicos mas também é usada como língua franca por diferentes grupos presentes na região.

## Dialetos
Há dois principais grupos de dialetos do ávaro:[carece de fontes?]
- Ávaro do Norte, que inclui khunzakh, kazbek, gunib e gumbet, dentre outros
- Ávaro do Sul, que inclui andalal, gidatl', antsukh, charoda, tlyarata, tsumada, tsunta e outros

## Morfologia
O ávaro é uma língua aglutinante, sem gêneros e a ordem sintática é S-O-V (sujeito–objeto-verbo)

## Fonologia

### Consoantes
|                  |                  | Labial | Dental | Dental | Alveolar | Alveolar | Alveolar | Alveolar | Palatal | Velar | Velar  | Uvular | Uvular | Epi- glotal | Glotal |
| central          | central          | Labial | Dental | Dental | lateral  | lateral  |          |          | Palatal | Velar | Velar  | Uvular | Uvular | Epi- glotal | Glotal |
| lenis            | fortis           | Labial | lenis  | fortis | lenis    | fortis   | lenis    | fortis   | Palatal | lenis | fortis |        |        | Epi- glotal | Glotal |
| ---------------- | ---------------- | ------ | ------ | ------ | -------- | -------- | -------- | -------- | ------- | ----- | ------ | ------ | ------ | ----------- | ------ |
| Nasal            | Nasal            | m      | n      |        |          |          |          |          |         |       |        |        |        |             |        |
| Plosiva          | Sonora           | b      | d      |        |          |          |          |          |         | ɡ     |        |        |        |             |        |
| Plosiva          | Surda            | p      | t      |        |          |          |          |          |         | k     | kː     |        |        |             | ʔ      |
| Plosiva          | ejetiva          |        | tʼ     |        |          |          |          |          |         | kʼ    | kːʼ    |        |        |             |        |
| Africada         | Surda            |        | t͡s     | t͡sː    | t͡ʃ       | t͡ʃː      |          | t͡ɬː      |         |       |        |        | q͡χː    |             |        |
| Africada         | ejetiva          |        | t͡sʼ    | t͡sːʼ   | t͡ʃʼ      | t͡ʃːʼ     |          | (t͡ɬːʼ)   |         |       |        |        | q͡χːʼ   |             |        |
| Fricativa        | Surda            |        | s      | sː     | ʃ        | ʃː       | ɬ        | ɬː       |         | x     | xː     | χ      | χː     | ʜ           |        |
| Fricativa        | Sonora           | v      | z      |        | ʒ        |          |          |          |         |       |        | ʁ      |        | ʢ           | ɦ      |
| Vibrante simples | Vibrante simples |        |        |        | r        |          |          |          |         |       |        |        |        |             |        |
| Aproximante      | Aproximante      |        |        |        |          |          | l        |          | j       |       |        |        |        |             |        |

## Escrita
A língua ávara foi escrita até o século XV com o antigoalfabeto georgiano. Do século XVII em diante foi escrita com um alfabeto árabe modificado, chamado Ajam, o qual ainda é hoje conhecido. Como parte da política de reeducação da União Soviética, foi adotado o alfabeto latino e em 1938 foi adotado o alfabeto cirílico. São 47 letras, incluindo alguns conjuntos de duas consoantes.

### Ortografia
A língua ávara é escrita geralmente com uma forma própria do alfabeto cirílico. As letras são aqui apresentadas com sua pronúncia em AFI:
| А а       | Б б   | В в       | Г г   | Гъ гъ | Гь гь | ГI гI | Д д       |
| /a/       | /b/   | /w/       | /ɡ/   | /ʁ/   | /h/   | /ʕ/   | /d/       |
| Е е       | Ё ё   | Ж ж       | З з   | И и   | Й й   | К к   | Къ къ     |
| /e/, /je/ | /jo/  | /ʒ/       | /z/   | /i/   | /j/   | /k’/  | /qː’/     |
| Кь кь     | КI кI | КIкI кIкI | Кк кк | Л л   | М м   | Н н   | О о       |
| /t͡ɬː’/    | /k’/  | /t͡ɬː/     | /ɬ/   | /l/   | /m/   | /n/   | /o/       |
| П п       | Р р   | С с       | Т т   | ТI тI | У у   | Ф ф   | Х х       |
| /p/       | /r/   | /s/       | /t/   | /t’/  | /u/   | /f/   | /χ/       |
| Хх хх     | Хъ хъ | Хь хь     | ХI хI | Ц ц   | Цц цц | ЦI цI | ЦIцI цIцI |
|           | /qː/  | /x/       | /ħ/   | /t͡s/  |       | /t͡s’/ |           |
| Ч ч       | ЧI чI | ЧIчI чIчI | Ш ш   | Щ щ   | Ъ ъ   | Ы ы   | Ь ь       |
| /t͡ʃ/      | /t͡ʃ’/ |           | /ʃ/   | /ʃː/  | /ʔ/   | /ɨ/   |           |
| Э э       | Ю ю   | Я я       |       |       |       |       |           |
| /e/       | /ju/  | /ja/      |       |       |       |       |           |

/t͡ɬː/ and /ɬ/ asão escritas respectivamente  ЛI лI, Лъ лъ

## Amostra de texto
Poesia de Расул ХIамзатов (Rasul Xamzatov), poeta ávaro da Rússia
Авар мацI (Расул ХIамзатов)
Нолъ макьилъ вихьана, кьалда лъукъ-лъукъун,
Кьурда квер чIван унев, бида вецIцIун дун;
Кьуруги батIалъун цеве унаго,
Цо лъарал рагIалда гIодов кколев дун.
Лъар чваххулеб буго чабхил кIкIалахъан,
Лъин кIанцIулеб буго ганчIазда тIасан;
ТIарамагъадисеб къвал балеб буго,
Къо лъикIилан дица согIаб ракьалда.
transliterção
Avar macl
Noļ maꝗiļ vixjana, ꝗalda ļuq-ļuqun,
Ꝗurda kver çvan unev, bida veⱬⱬun dun;
Ꝗurugi baţaļun ꞩeve unago,
Ꞩo ļaral raⱨalda ⱨodov kkolev dun. 
Ļar cvaxxuleb bugo cabxil ⱪⱪalax’an,
Ļin ⱪanⱬuleb bugo gançazda ţasan; 
Ţaramaƣadiseb qval baleb bugo,
Qo ļiⱪilan diꞩa soⱨab raꝗalda. 
tradução
Ontem sonhei que fui ferido numa briga,
Estou a caminhar pela colina, coberto de sangue;
Daqui para a frente,
Estou sentado na margem de um rio.
O rio corre pelo vale,
Lin está a saltar nas pedras;
Estou a abraçar-te,

Digo adeus à terra triste.